# 高知南国道路
高知南国道路（こうちなんこくどうろ）は、高知県の高知市から南国市に至る総延長 15.0kmの国道55号の自動車専用道路である。高規格幹線道路「高知東部自動車道」の一部を構成するとともに、高知空港へのアクセス強化を目的として建設された。2021年に全線開通。
2001年に着工され、2015年3月22日に初めて高知南IC - なんこく南IC間が開通した。
2009年3月31日、国土交通省により、建設を凍結する国道18路線中の一つとして発表された。総事業費は1,300億円と見込まれていた。その後、国土交通省による事業の再評価を経て中止などが最終判断され、尾﨑正直知事や市民団体などによる活動もあって同年6月に凍結が解除されることとなった。
高知JCT - 高知南IC間では一般道路部分として五台山道路が開通している。

## 概要
- 起点 : 高知県高知市一宮[2]
- 終点 : 高知県南国市物部[2]
- 全長 : 15.0km[2]
- 規格 : 第1種第3級[2]
- 道路幅員 : 10.5m（22m）[2]
- 車線数 : 暫定2車線（完成4車線）[2]
- 車線幅員 : 3.5m[2]
- 設計速度 : 80km/h[2]
- 事業費 : 約1,300億円

## 歴史
高知JCT - 高知南IC間の一般部は、五台山道路を参照。
- 1987年（昭和62年）6月 : 高規格幹線道路に指定。
- 1990年（平成2年）10月 : 都市計画決定[2]。
- 2001年（平成13年）3月4日 : 着工。
- 2009年（平成21年）3月31日 : 国土交通省により建設凍結、見直しが発表される。
- 2009年（平成21年）6月 : 国土交通省による建設凍結解除が発表される[3]。
- 2010年（平成22年）3月26日 : 都市計画変更[2]。
- 2014年（平成26年）8月29日 : IC・JCT名称が正式決定[4]。
- 2015年（平成27年）3月22日 : 高知南国道路 高知南IC - なんこく南IC間 開通。
- 2016年（平成28年）4月23日 : 高知南国道路 なんこく南IC - 高知龍馬空港IC間 開通[5]。
- 2021年（令和3年）2月27日 : 高知南国道路 高知IC/JCT - 高知南IC間 開通。これにより全線開通[6][7]。事業化から30年、着工から20年で全線開通した[7]。

## インターチェンジなど
- 全区間高知県内に所在。
- IC番号欄の背景色が■である部分については道路が供用済みの区間を示している。また、施設名欄の背景色が■である部分は施設が供用されていない、または完成していないことを示す。
- バスストップ (BS)のうち、○は運用中、◆は休止中の施設。無印はBSなし。

高知中央ICはインターチェンジ施設外に設置されているため△としている。
- 英略字は以下の項目を示す。
- IC：インターチェンジ、JCT：ジャンクション、BS：バスストップ

| IC 番号            | 施設名         | 接続路線名                              | 起点から の距離 | 終点から の距離 | BS           | 備考         | 所在地       | 所在地       |
| 高知自動車道       | 高知自動車道   | 高知自動車道                            | 高知自動車道    | 高知自動車道    | 高知自動車道 | 高知自動車道 | 高知自動車道 | 高知自動車道 |
| ------------------ | -------------- | --------------------------------------- | --------------- | --------------- | ------------ | ------------ | ------------ | ------------ |
| 11                 | 高知IC/JCT     | E32/E56 高知自動車道                    | 0.0             | 36.0            |              |              | 高知県       | 高知市       |
| 1                  | 高知中央IC     | 県道374号高知南国線（大津バイパス）     | 2.8             | 33.2            | △            |              | 高知県       | 高知市       |
| 2                  | 高知南IC       | 県道376号高知南インター線（五台山道路） | 6.2             | 29.8            |              |              | 高知県       | 高知市       |
| 3                  | なんこく南IC   | 県道375号なんこく南インター線           | 10.9            | 25.1            |              |              | 高知県       | 南国市       |
| 4                  | 高知龍馬空港IC | 県道373号高知空港インター線             | 15.0            | 21.0            |              |              | 高知県       | 南国市       |
| 南国安芸道路に接続 |                |                                         |                 |                 |              |              |              |              |

## 位置関係
- 高知自動車道 - 高知南国道路 - 南国安芸道路 - 阿南安芸自動車道 - 徳島南部自動車道